# Juwan Howard

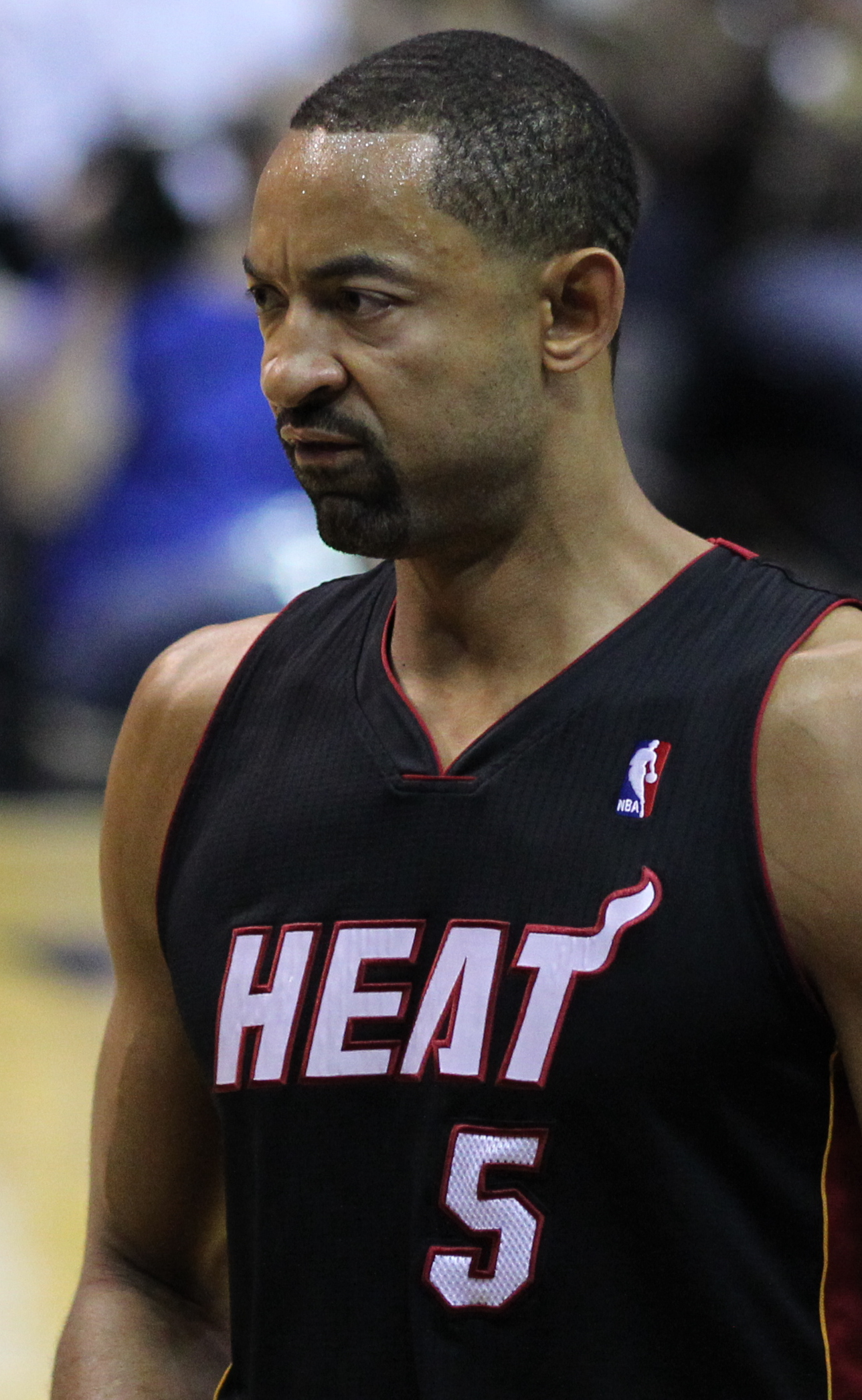
Juwan Howard 2011.

Juwan Antonio Howard, född 7 februari 1973, är en amerikansk före detta basketspelare och assisterande tränare i Miami Heat, där han avslutade sin 19-åriga karriär.
Juwan Howard valdes som femma sammanlagt i 1994 års NBA Draft av Washington Bullets.
Han är far till Jett Howard och kusin till Jaden McDaniels och Jalen McDaniels.